# Догали (бронепалубный крейсер)
Бронепалубный крейсер «Догали» (итал. Dogali) — крейсер итальянского флота конца XIX века — начала XX века. Построен в единственном экземпляре.

## Проектирование и постройка

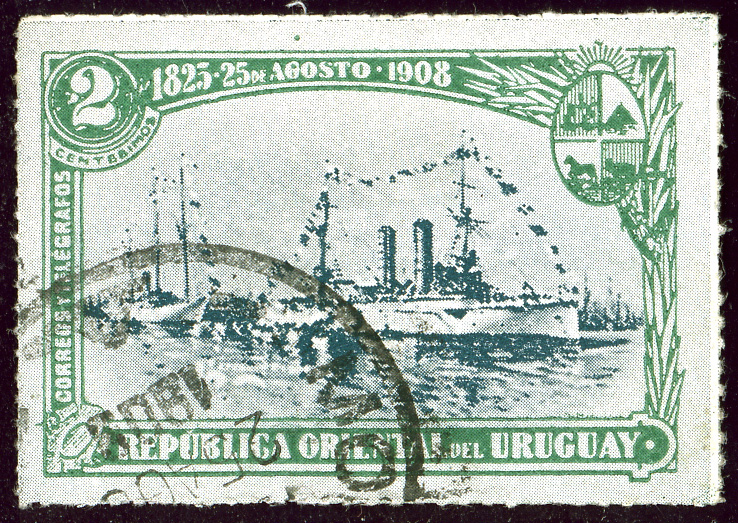
Марка Уругвая с изображением крейсера «Монтевидео»

Заказан греческим правительством Харилаоса Трикуписа 12 февраля 1884 года, в условиях обострения греко-турецких противоречий, заложен на следующий год. Первоначально получил наименование «Salamis» («Σαλαμίς», no другим данным «Salaminia»). Однако Греция испытывала трудности с финансированием строительства, и в 1886 году новое правительство Теодороса Дилиянниса отменило заказ. В июле 1886 года заключён контракт с флотом Османской империи, но в том же году он был аннулирован.
Этим воспользовался итальянский флот, который и приобрёл корабль в январе 1887 года за 156 тыс. фунтов. 16 февраля 1887 года корабль был назван «Анджело Эмо» в честь венецианского адмирала XVIII века. После перевода в Италию и незадолго до официального ввода в эксплуатацию название было изменено на «Догали», в честь битвы при Догали (довооружен 75-мм десантным орудием). Численность экипажа постепенно достигла 247 человек. В итальянском флоте классифицировался как «таранно-торпедный корабль» (итал. Ariete-torpediniere).

## Конструкция
Строился в Великобритании на верфи «Армстронг, Уитворт и Ко» в Эллсвике. Один из первых «элсвикских» крейсеров, спроектирован Уильямом Уайтом. Крейсер стал первым боевым кораблем, получившим машины тройного расширения малой мощности (по тогдашней классификации менее 7600 «лошадей»); на сдаточных испытаниях развил 19,66 узла при 7179 л. с. (в пресс-релизах сообщалось о возможной максимальной скорости в 22,5 мили в час). Вспомогательным движителем служили косые паруса на двух мачтах (парусное вооружение шхуны).

## Служба
Большую часть своей карьеры в итальянском флоте «Догали» являлся учебным кораблём, участвуя в дальних плаваньях для тренировки кадетов. В 1890 году вместе с броненосцем «Лепенто», крейсером «Пьемонте» и несколькими миноносцами принял участие в ежегодных манёврах флота в составе Первого дивизиона итальянских ВМС. В 1893 году вместе с крейсерами «Этна» и «Джованни Бозан» представлял Италию на Всемирной выставке 1893 года. В следующем году «Догали» и «Джованни Бозан» отправились в Рио-де-Жанейро, где в то время происходило восстание военно-морского флота, и крейсера Великобритании, Франции, Германии, Испании, Италии и Аргентины защищали интересы своих стран в регионе. 1 февраля 1897 года «Догали» вместе с крейсерами «Марко Поло», «Умбрия» и «Лигурия» сформировали Дивизион крейсеров итальянского флота. В 1902 году входил в состав итальянских сил, действовавших у берегов Латинской Америки во время Венесуэльского кризиса 1902—1903 годов. В 1906 году корабль прошёл ремонт в США. В 1907 году посетил чилийский город Капитан Пастене, основанный итальянскими иммигрантами.
В конце концов правительство Италии решило продать устаревший корабль. Сначала предложение было сделано Перу, однако сделка сорвалась. 16 января 1908 года продан Уругваю и был торжественно передан новому владельцу на рейде Монтевидео. В уругвайском флоте крейсер получил название «25 de Agosto», в честь Дня Независимости Уругвая, став самым крупным кораблем военно-морского флота Уругвая. В 1910 году переименован в «Montevideo» (по некоторым данным, старые торпедные аппараты к тому времени заменили 457-мм).
После 1910 года корабль редко покидал порт, так как в состав флота вошла более современная канонерская лодка «Уругвай», построенная в Германии. В 1914 году был разоружён и стал использоваться в качестве стационарного учебного судна. После 1917 года снова вошёл в боевой состав флота, однако после окончания Первой Мировой войны был списан. Из состава флота исключён только в 1931 году, и в следующем году пошёл на слом.